# Alassane També
Alassane També, est un footballeur franco-malien, né le 26 janvier 1992 à Villepinte en France. Il évolue aux postes de défenseur central et d'arrière latéral droit.

## Biographie

### Carrière en club
Né d'un père sénégalais et d'une mère malienne, Alassane També grandit dans la banlieue parisienne, et intègre le centre de formation du Paris Saint-Germain en 2002. Sept ans plus tard, il signe un contrat professionnel avec son club formateur pour une durée de trois ans. Tandis qu'Alassane, alors âge de 17 ans, déclare que c'est « fantastique », mais que ce n'est « que le début de sa carrière », le directeur général Philippe Boindrieux révèle que « plusieurs grands clubs européens, comme Manchester United » s’intéressaient de près au défenseur.
Après trois années passées essentiellement en CFA, quatrième division française, avec l'équipe réserve du Paris Saint-Germain (44 matchs joués), son contrat n'est pas prolongé avec le club parisien et est transféré en janvier 2012, au KV Courtrai, évoluant en première division belge,.
Après une trentaine de matchs joués en deux saisons avec le KV Courtrai, il est prêté au Royal Antwerp Football Club, jouant en deuxième division belge, en janvier 2014 pour « une durée de six mois ». En juin, il revient à son club d'origine et rentre dans l'équipe-type de l'entraineur belge Yves Vanderhaeghe. Le 2 février 2015, il quitte la Belgique et rejoint le Genoa FC, en Serie A italienne

### Carrière internationale
Alassane També gravit les différents échelons des équipes de France jeunes jusqu'en 2011, avec sa première et dernière sélection chez les Bleuets de moins de 20 ans. Son ascension dans les équipes nationales françaises s'arrête là, et n'est plus jamais sélectionné à partir de son départ en Belgique.
Plusieurs années plus tard, le défenseur avoue se tourner vers la sélection nationale malienne, détenant la double nationalité française et malienne, en déclarant que « ce serait une fierté de représenter le Mali », même s'il est « né et a grandi en France, le Mali est aussi en [lui] ». Quelques semaines plus tard (fin août 2014), il est convoqué pour la première fois de sa carrière chez l'équipe A des Aigles, dans le cadre d’éliminatoires pour la Coupe d'Afrique des nations de football 2015 ; toutefois, il ne joue pas et reste sur le banc.